# Этытэй
Этытэй — село в Красночикойском районе Забайкальского края России. Входит в состав сельского поселения «Байхорское».

## География
Село находится в северо-западной части района, на правом берегу реки Большой Этытэй (бассейн реки Чикой), на расстоянии примерно 17 км (по прямой) к юго-западу от села Красный Чикой, административного центра района. Абсолютная высота — 830 м над уровнем моря.
Климат
Климат характеризуется как резко континентальный. Средняя температура самого тёплого месяца (июля) составляет 14 — 16 °С (абсолютный максимум — 36 °С). Средняя температура самого холодного месяца (января) — −22 — −26 °С (абсолютный минимум — −53 °С). Годовое количество осадков — 350—500 мм.
Часовой пояс
Село Этытэй находится в часовой зоне МСК+6. Смещение применяемого времени относительно UTC составляет +9:00.

## Население
| 1989 | 2002 | 2010 | 2021 |
| ---- | ---- | ---- | ---- |
| 305  | →305 | ↘262 | ↘210 |

Половой состав
По данным Всероссийской переписи населения 2010 года, в гендерной структуре населения мужчины составляли 54,2 %, женщины — соответственно 45,8 %.
Национальный состав
Согласно результатам переписи 2002 года, в национальной структуре населения русские составляли 99 % из 305 чел.

## Улицы
Уличная сеть села состоит из двух улиц:
- ул. Новая,
- ул. Советская.

## Инфраструктура
В селе функционируют начальная школа, дом культуры, библиотека и фельдшерско-акушерский пункт.